# IC 3117
IC 3117 — галактика типу *2 (подвійна зірка) у сузір'ї Діва.
Цей об'єкт міститься в оригінальній редакції індексного каталогу.